# Światowid (masyw)
Światowid (niem. Stein Berg, 645 m n.p.m.) – masyw w południowo-zachodniej Polsce, w Górach Suchych, w Sudetach Środkowych.
Masyw nad doliną rzeki Bystrzyca.